# Železniční trať Oldřichov u Duchcova – Litvínov – Jirkov – Chomutov
Železniční trať Oldřichov u Duchcova – Litvínov – Jirkov – Chomutov je jednokolejná regionální dráha (v jízdním řádu pro cestující je úsek Oldřichov u Duchcova – Litvínov označen jako součást tratě 134, úsek Jirkov–Chomutov jako část tratě 124). Provoz na trati, která byla zbudována jako součást Duchcovsko-podmokelské dráhy (DBE), byl zahájen v roce 1872, roku 1972 byla z důvodu těžby uhlí zastavena doprava v úseku Litvínov–Jirkov. V současné době je osobní doprava na zbylých úsecích provozována v relaci Ústí nad Labem – Teplice v Čechách – Litvínov (dopravce České dráhy) a Jirkov – Chomutov – Lužná u Rakovníka (dopravce Die Länderbahn).

## Historie
Trať byla vybudována společností Duchcovsko-podmokelské dráhy (DBE), společně s dnešní tratí Děčín – Oldřichov u Duchcova tvořila dvě hlavní tratě této společnosti, Podmokly (dnes část Děčína) – Osek a Osek–Chomutov. Na úseku z Podmokel do Oseka (mimo Oldřichov u Duchcova) byl zahájen provoz 20. května 1871, na navazujícím úseku do Chomutova 19. prosince 1872. Trať sloužila pro přepravu hnědého uhlí z podkrušnohorských pánví k Labi a tvořila tak konkurenci Ústecko teplické dráze (ATE). DBE však v porovnání s ATE nedosahovala dobrých hospodářských výsledků, trať byla proto roku 1892 zestátněna, roku 1918 pak přešla pod správu Československých státních drah (ČSD). Na trati byly provozovány osobní vlaky Podmokly–Chomutov, v nákladní dopravě převažovalo hnědé uhlí. Roku 1926 byla vybudována spojka mezi Hájem u Duchcova a Oldřichovem u Duchcova, která umožnila provoz vlaků v relaci Teplice-Šanov (nynější Teplice v Čechách) – Chomutov, vlaky z Podmokel končily v Oseku. Od roku 1934 byly na trati nasazovány též motorové vozy. V letech 1938–1945 se trať nacházela na území Německé říše a provoz zajišťovaly Německé říšské dráhy (DR). V poválečném období byla opět zavedena motorisace a osobní dopravu zajišťovalo až 12 párů vlaků.

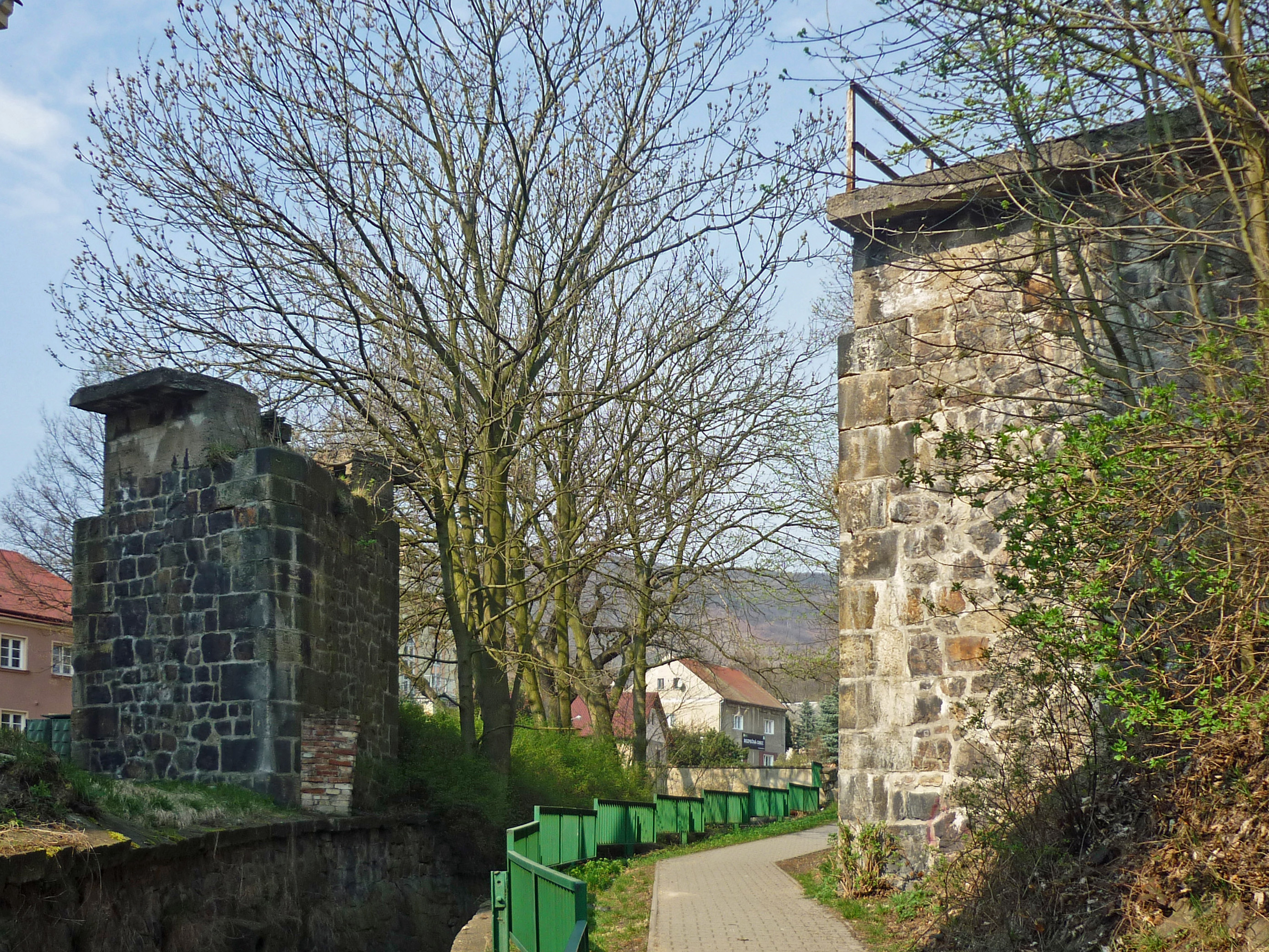
bývalý železniční most v Horním Jiřetíně

Roku 1961 byla kvůli těžbě hnědého uhlí přeložena trať z Děčína, která byla nově zaústěna do stanice Oldřichov u Duchcova místo Háje u Duchcova. Elektrizace úseku Oldřichov u Duchcova – Louka u Litvínova proběhla v roce 1964. V souvislosti s rozšiřující se povrchovou těžbou hnědého uhlí byl v červnu 1971 zastaven provoz mezi Litvínovem a Jirkovem. V úseku Horní Jiřetín – Jirkov byla trať zrušena a území vytěženo. Úsek Litvínov – Horní Jiřetín sloužil jako vlečka pro odvoz skrývky povrchových dolů a též podniků Stavby silnic a železnic a Vodní stavby, roku 1992 byl též zrušen.  Těleso tratě je v krajině dosud zachováno z Litvínova přes Horní Jiřetín až do Černic. Roku 1984 byl přeložen koncový úsek trati v Chomutově, kde trať původně vedla přes dnešní zoopark a dále do samostatného nádraží DBE. Nyní je zaústěna do hlavní tratě Ústí nad Labem – Chomutov na odbočce Dolní Rybník. V letech 1984–1997 byla v úseku Jirkov–Chomutov zastavena osobní doprava.
Roku 1993 funkci provozovatele obou provozovaných úseků převzaly České dráhy (ČD), roku 2008 pak Správa železniční dopravní cesty (SŽDC, nynější Správa železnic), tehdy byl ještě úsek Oldřichov u Duchcova – Louka u Litvínova úsekem celostátní dráhy.
Ústecký kraj usiloval nejméně od roku 2011 o elektrizaci úseku Louka u Litvínova – Litvínov. 13kilometrová trasa z Oldřichova u Duchcova do Litvínova byla v letech 2019–2020 zcela obnovena za celkových 1,13 miliardy korun. Součástí projektu je elektrizace dvoukilometrové části Louka u Litvínova – Litvínov. Po dokončení prací v roce 2020 jsou vlaky linky U3 vedeny z Ústí nad Labem přes Teplice v Čechách do Litvínova. Maximální rychlost byla zvýšena na 100 km/h.
Na úseku Chomutov–Jirkov převzala v prosinci 2019 provoz společnost Die Länderbahn, vlaky jsou vedeny v trase Lužná u Rakovníka – Jirkov a jsou na ně nasazovány motorové jednotky RegioSprinter (německá řada 654).
| období jízdního řádu                                                                                | číslo tratě a celkový rozsah tratě                      | počet vlaků (v části tratě) |
| --------------------------------------------------------------------------------------------------- | ------------------------------------------------------- | --- |
| 1900 léto                                                                                           | 87 Podmokly–Chomutov                                    | 3 Os Podmokly–Chomutov, 1 Sm Osek–Chomutov |
| 1918/19 zima                                                                                        | 82 Podmokly–Chomutov                                    | 1 N Teplice-Waldthor – Chomutov, 2 Os Podmokly – Chomutov, 1 N Teplice–Waldthor – Louka-Horní Litvínov |
| 1925 léto                                                                                           | 75 Podmokly–Chomutov                                    | 1 Os Teplice-Lesní brána – Chomutov, 4 Os Podmokly–Chomutov, 1 Os Podmokly – Louka-Horní Litvínov |
| 1928/29 zima                                                                                        | Teplice-Šanov – Louka-Horní Litvínov – Chomutov         | 1 Os Teplice-Lesní brána – Chomutov, 1 Os Jezeří – Chomutov, 3 Os Teplice-Šanov – Chomutov, 2 Os Teplice-Šanov – Horní Livínov, 1 Os Podmokly – Chomutov |
| 1944                                                                                                | 166b Teplitz-Schönau – Komotau                          | 6 Os Teplitz-Schönau – Komotau, 2 Os Bodenbach – Wiesa-Oberletensdorf, 4 Os Bodenbach – Osseg, 1 Os Brüx – Wiesa-Oberletensdorf – Komotau |
| 1945/1946                                                                                           | 12d Teplice-Šanov – Louka-Horní Litvínov – Chomutov     | 1 Os Teplice-Lesní brána – Chomutov, 5 Os Teplice-Šanov – Chomutov, 3 Os Podmokly–Osek, 1 Os Podmokly – Chomutov, 1 Os Oldřichov u Duchcova – Louka-Horní Litvínov, 2 Os Podmokly – Louka-Horní Litvínov |
| 1954                                                                                                | 11h Teplice lázně v Čechách – Litvínov-Louka – Chomutov | 8 Os Děčín – Litvínov-Louka, 7 Os Teplice lázně v Čechách – Chomutov, 2 Os Litvínov-Louka – Chomutov, 1 Os Teplice lázně v Čechách – Litvínov město, 3 Os Oldřichov u Duchcova – Chomutov, 1 Os Oldřichov u Duchcova – Litvínov-Louka                                                                                          |
| 1959                                                                                                | 12k Oldřichov u Duchcova – Litvínov-Louka – Chomutov    | 6 Os Děčín – Litvínov-Louka, 8 Os Oldřichov u Duchcova – Chomutov, 2 Os Teplice lázně v Čechách – Chomutov, 2 Os Děčín – Litvínov město, 1 Os Hrob – Litvínov-Louka – Chomutov 2 Os Litvínov-Louka – Chomutov, 1 Os Teplice lázně v Čechách – Litvínov město, 1 Os Dřínov–Chomutov, 1 Os Oldřichov u Duchcova – Litvínov-Louka |
| 1969                                                                                                | 12k Oldřichov u Duchcova – Louka u Litvínova – Chomutov | 6 Os Děčín–Chomutov, 2 Os Teplice v Čechách – Chomutov, 4 Os Oldřichov u Duchcova – Chomutov, 2 Os Děčín–Litvínov, 2 Os Jirkov – Klášterec nad Ohří, 2 Os Oldřichov u Duchova – Litvínov, 2 Os Litvínov – Chomutov, 1 Os Louka u Litvínova – Chomutov                                                                          |
| 1981/1982                                                                                           | 13e Oldřichov u Duchcova – Litvínov                     | 5 Os Děčín–Livínov, 3 Os Teplice v Čechách – Litvínov, 5 Os Oldřichov u Duchcova – Litvínov, 3 Os Moldava v Krušných horách – Litvínov, 1 Os Louka u Litvínova – Litvínov |
| 1981/1982                                                                                           | 13h Chomutov–Jirkov                                     | 13 Os |
| 1988/89                                                                                             | 134 Oldřichov u Duchcova – Litvínov                     | 4 Os Děčín–Livínov, 4 Os Teplice v Čechách – Litvínov, 4 Os Oldřichov u Duchcova – Litvínov, 4 Os Louka u Litvínova – Litvínov |
| 2004                                                                                                | 134 Teplice v Čechách – Litvínov                        | 9 Os Teplice v Čechách – Litvínov, 2 Os Teplice v Čechách – Louka u Litvínova – Most, 1 Os Oldřichov u Duchcova – Litvínov, 1 Os Most–Litvínov, 1 Os Hrob–Litvínov, 1 Os Děčín hl. n – Litvínov |
| 2004                                                                                                | 133 Chomutov–Jirkov                                     | 8 Os (některé do/z Klášterce nad Ohří nebo Kadaně) |
| 2012                                                                                                | 134 Teplice v Čechách – Litvínov                        | 13 Os Teplice v Čechách – Litvínov, 2 Os Oldřichov u Duchcova – Litvínov |
| 2012                                                                                                | 133 Chomutov–Jirkov                                     | 8 Os Kadaň předměstí – Jirkov, 4 Sp Lužná u Rakovníka – Jirkov, 2 Os Chomutov – Jirkov |
| 2022                                                                                                | 134 (Ústí nad Labem) – Teplice v Čechách – Litvínov     | 12 Os Ústí nad Labem – Litvínov, 5 Os Teplice v Čechách – Litvínov, 3 Os Děčín hl. n. – Teplice v Čechách – Litvínov, 1 Os Jeníkov-Oldřichov – Litvínov |
| 2022                                                                                                | 124 Lužná u Rakovníka – Jirkov                          | 4 Os Lužná u Rakovníka – Jirkov, 2 Os Žatec–Jirkov, 1 Os Chomutov – Jirkov, 1 Os Deštnice–Jirkov, 1 Os Měcholupy–Jirkov |
| Vysvětlivky Sm – smíšený vlak, Os – osobní vlak, Sp –spěšný vlak N – nákladní vlak s přepravou osob |                                                         | |

## Navazující tratě

### Oldřichov u Duchcova
- Trať 130 Ústí nad Labem – Teplice v Čechách – Most – Chomutov
- Trať 139 Oldřichov u Duchcova – Telnice – Děčín

### Louka u Litvínova
- Trať 135 Most – Louka u Litvínova – Moldava v Krušných horách

### Chomutov
- Trať 130 Chomutov – Most – Teplice v Čechách – Ústí nad Labem
- Trať 140 Chomutov – Karlovy Vary – Cheb
- Trať 124 Chomutov – Žatec – Lužná u Rakovníka
- Trať 137 Chomutov – Vejprty (– Cranzahl)

## Stanice a zastávky

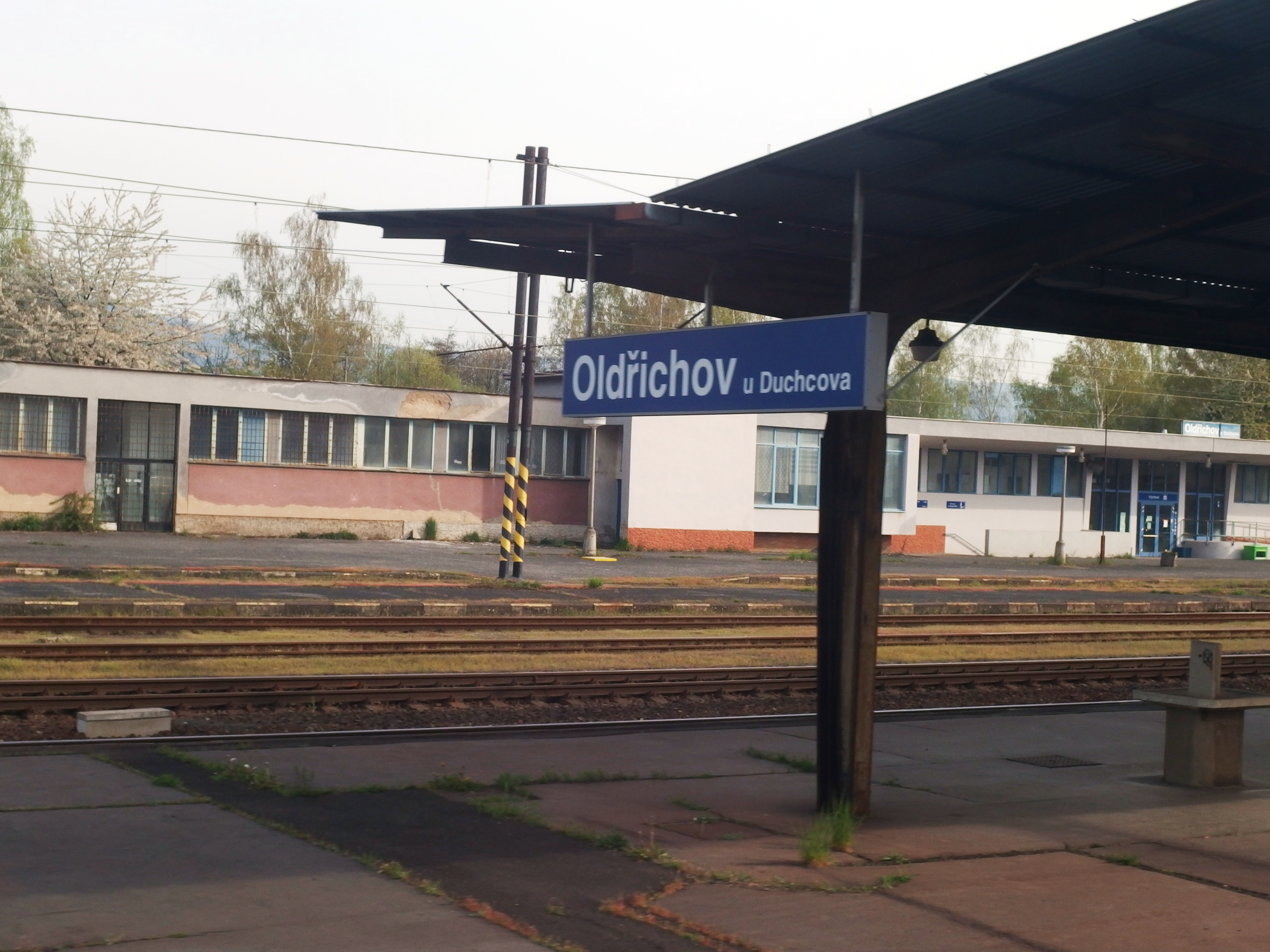
Oldřichov u Duchcova
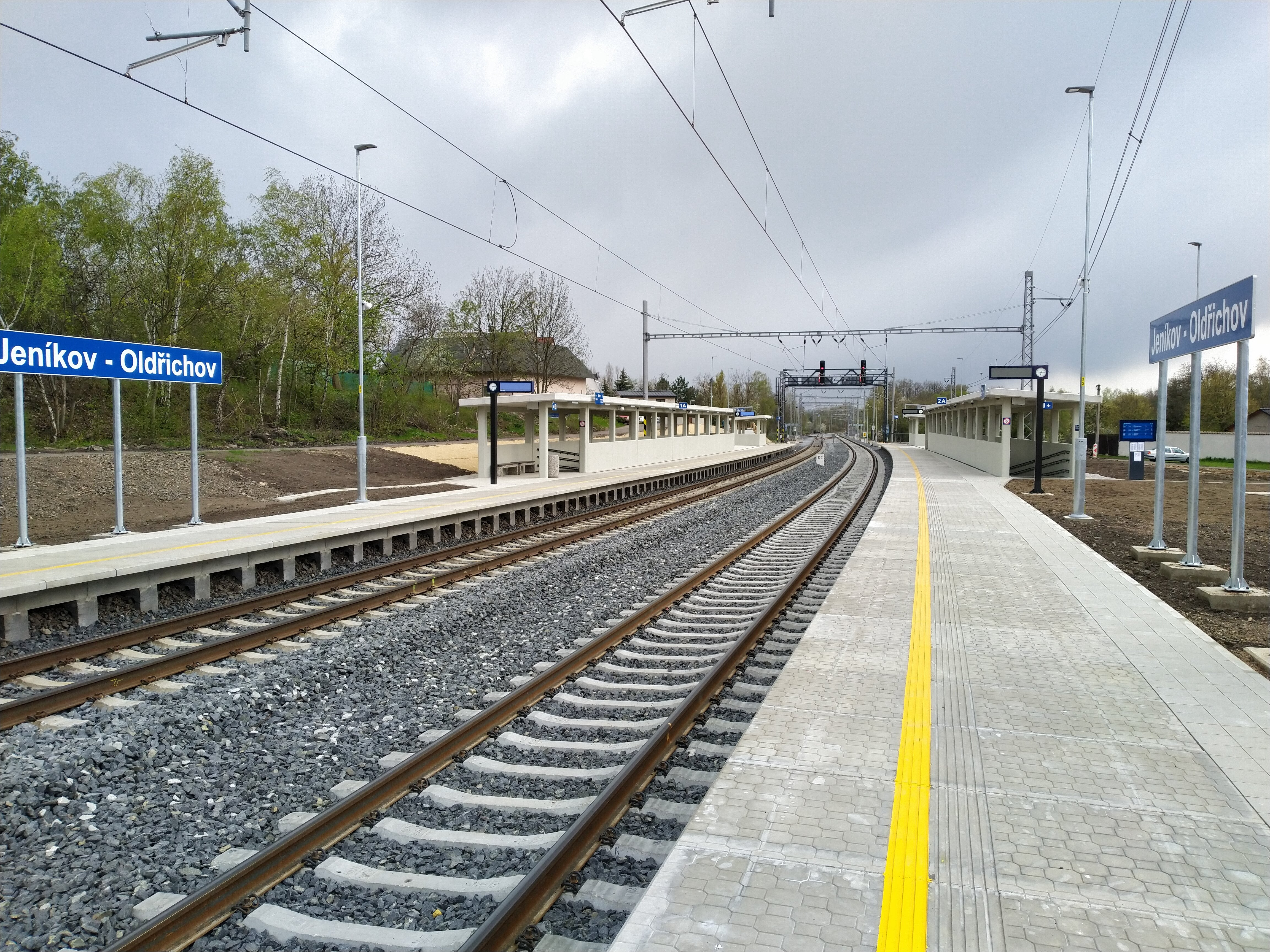
Jeníkov-Oldřichov
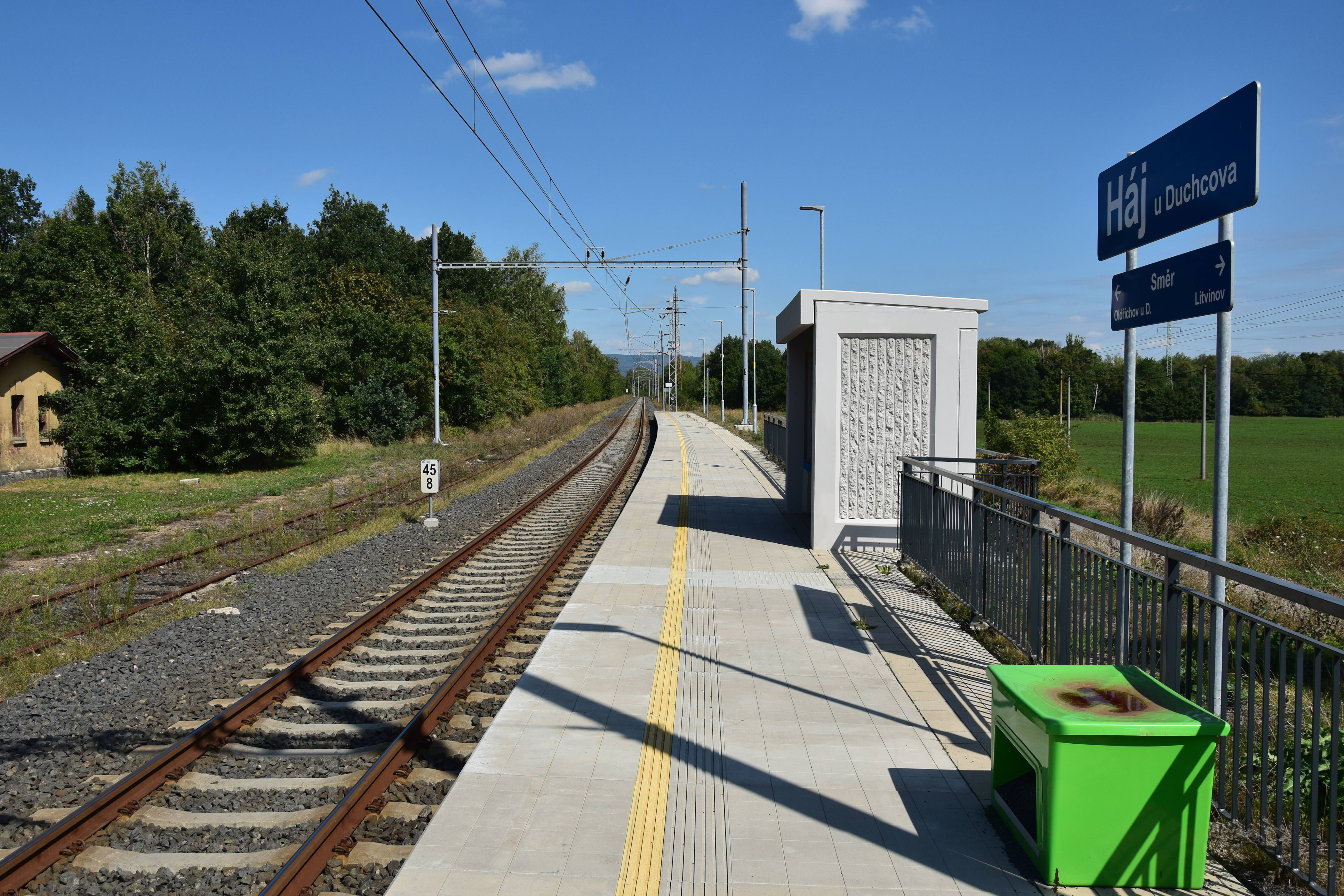
Háj u Duchcova
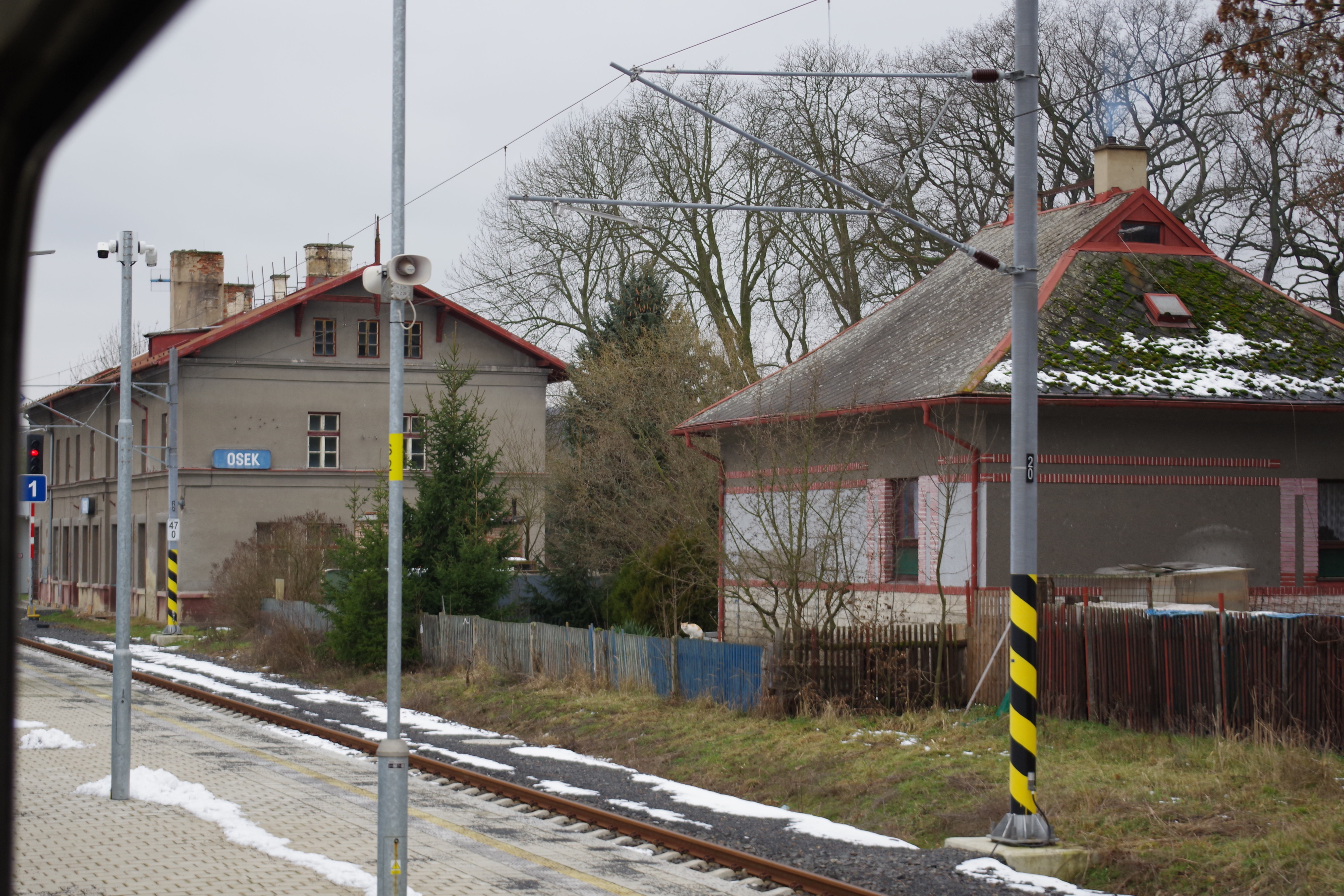
Osek
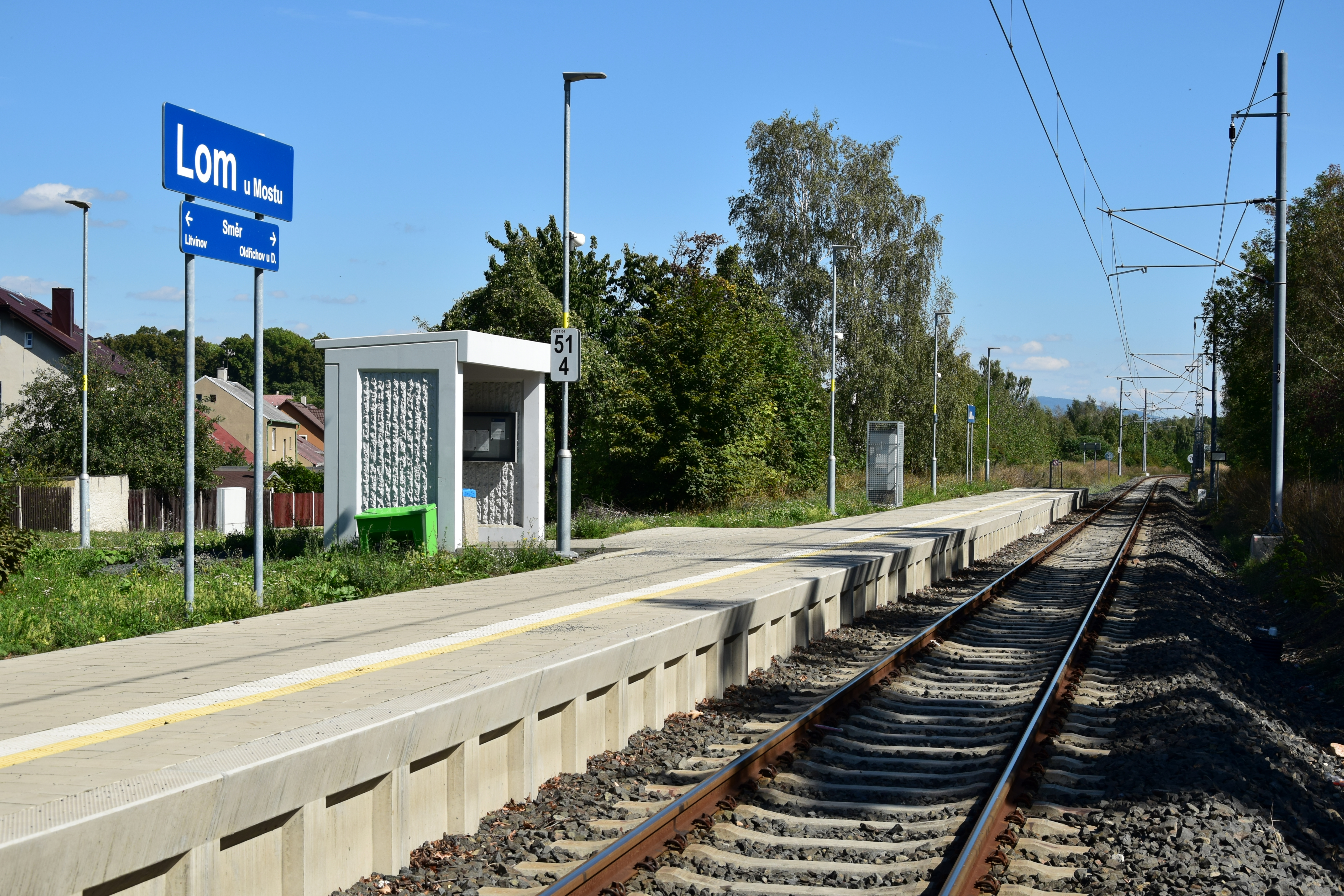
Lom u Mostu
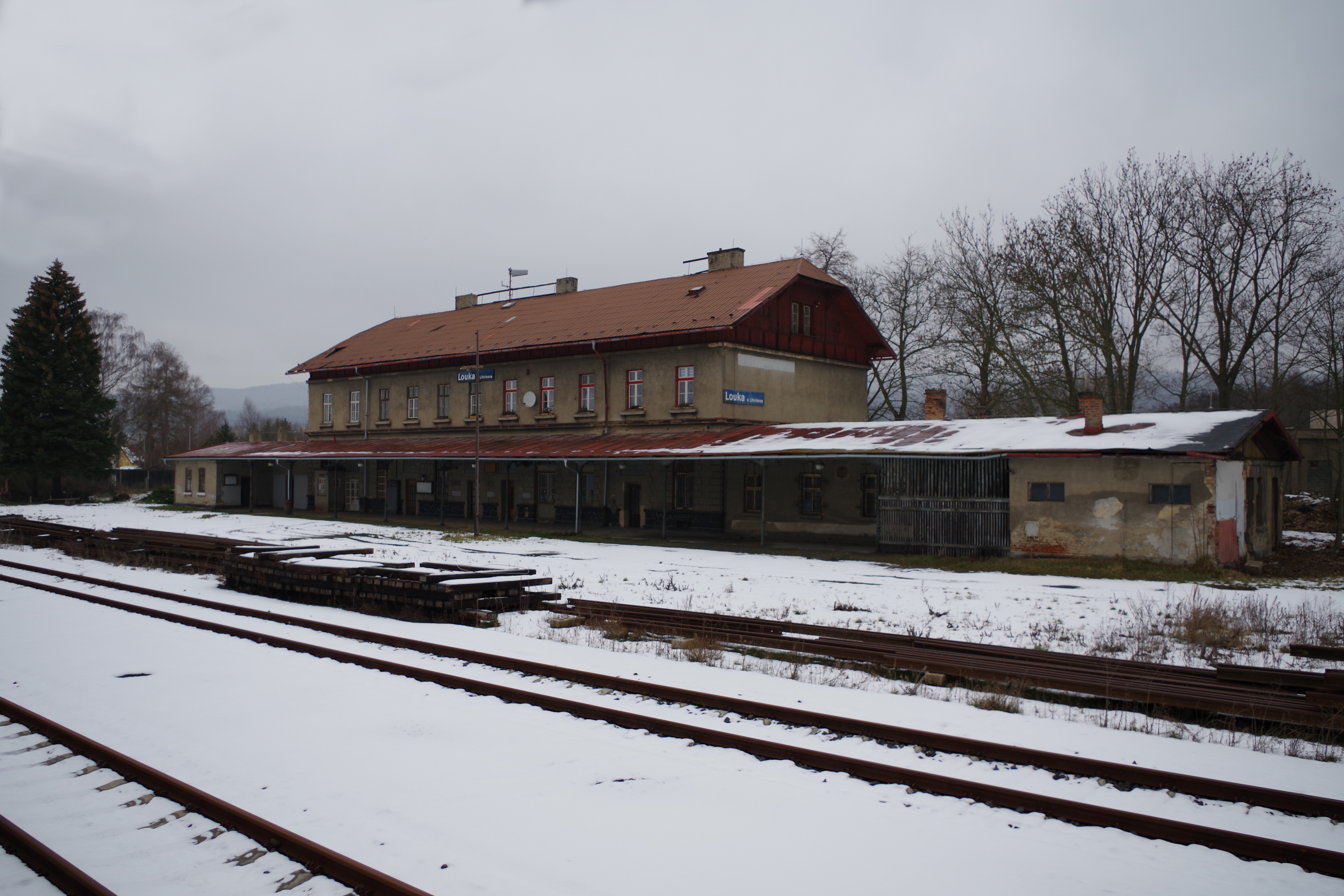
Louka u Litvínova (původní výpravní budova)
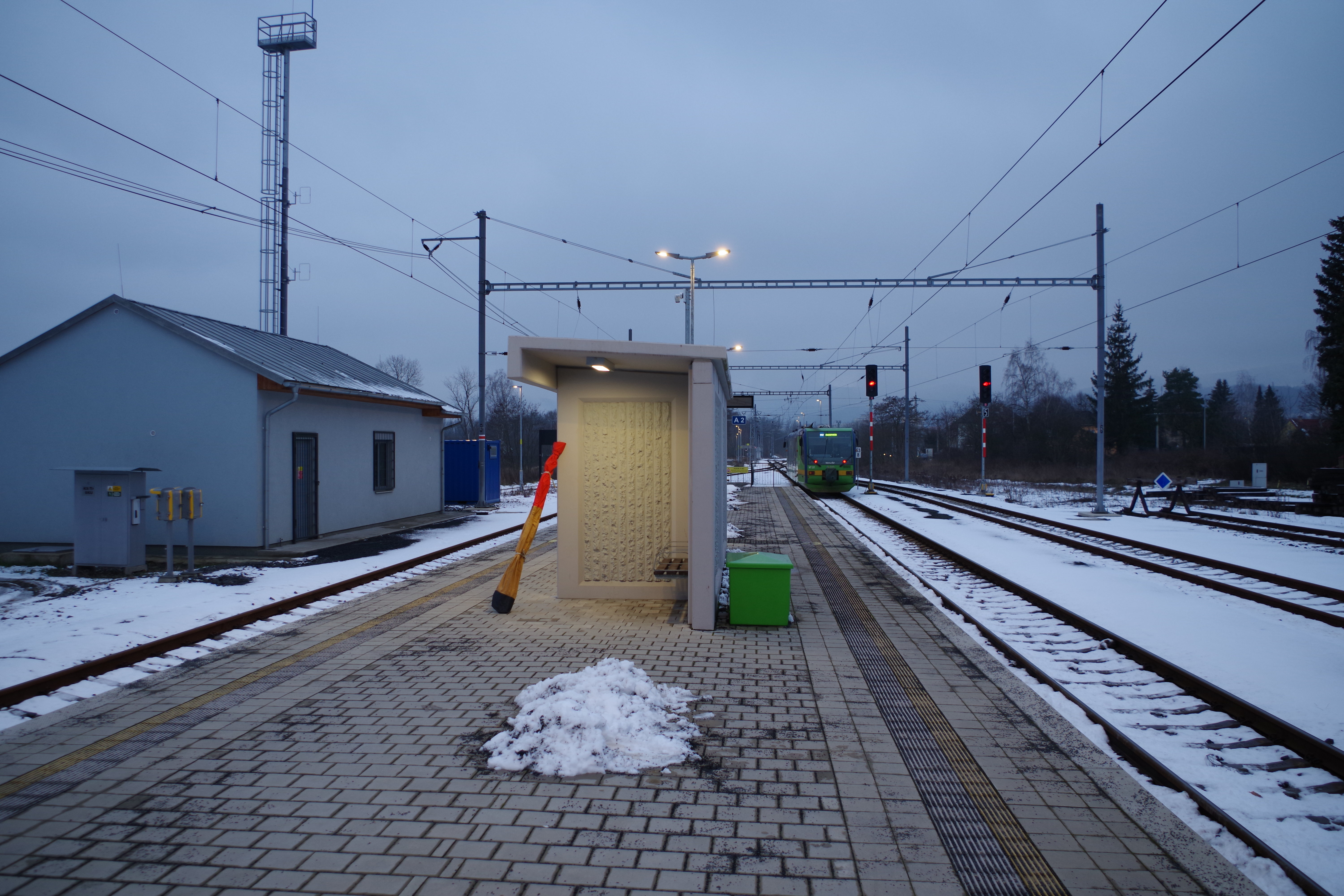
Louka u Litvínova (nástupiště)
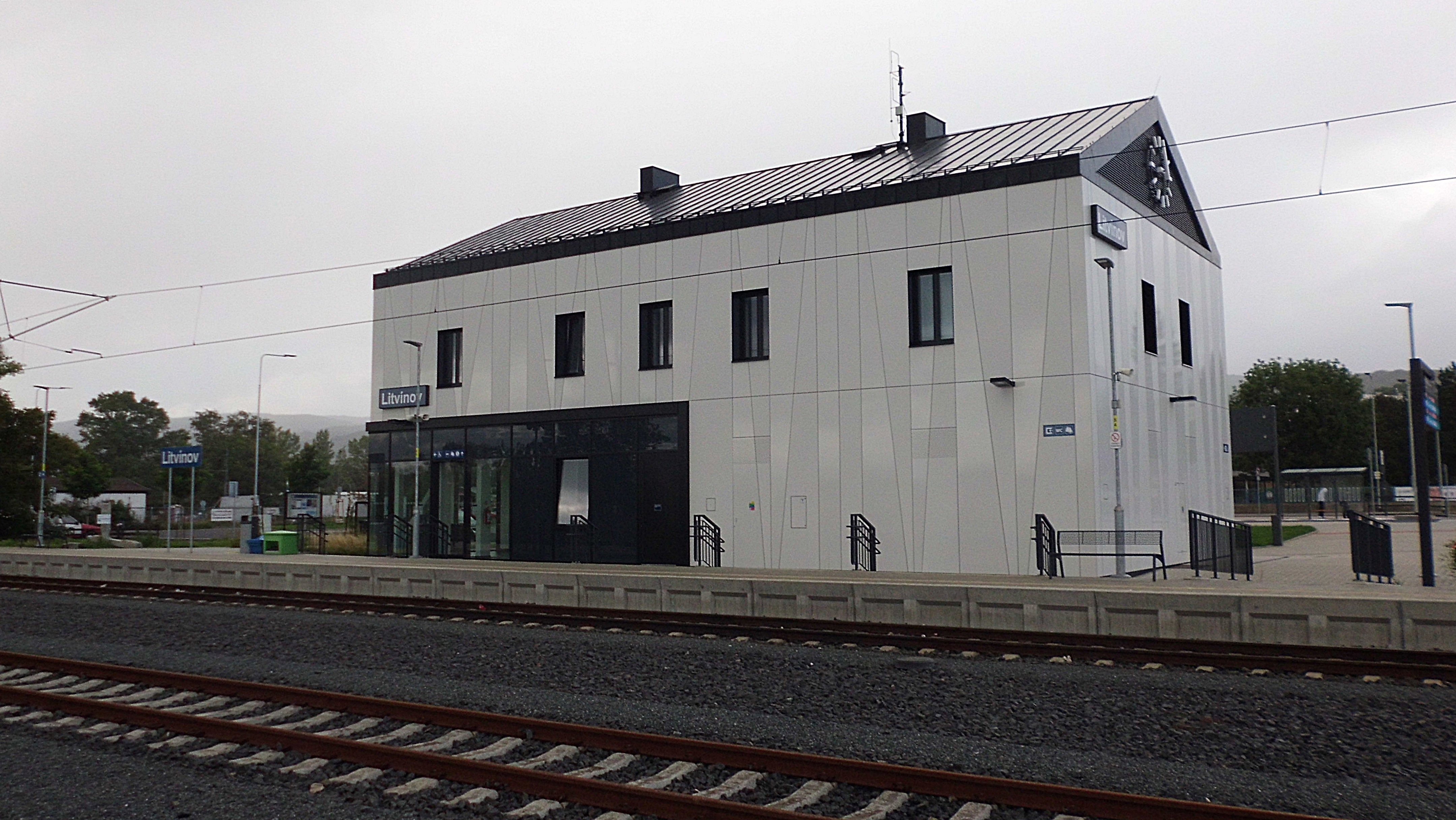
Litvínov
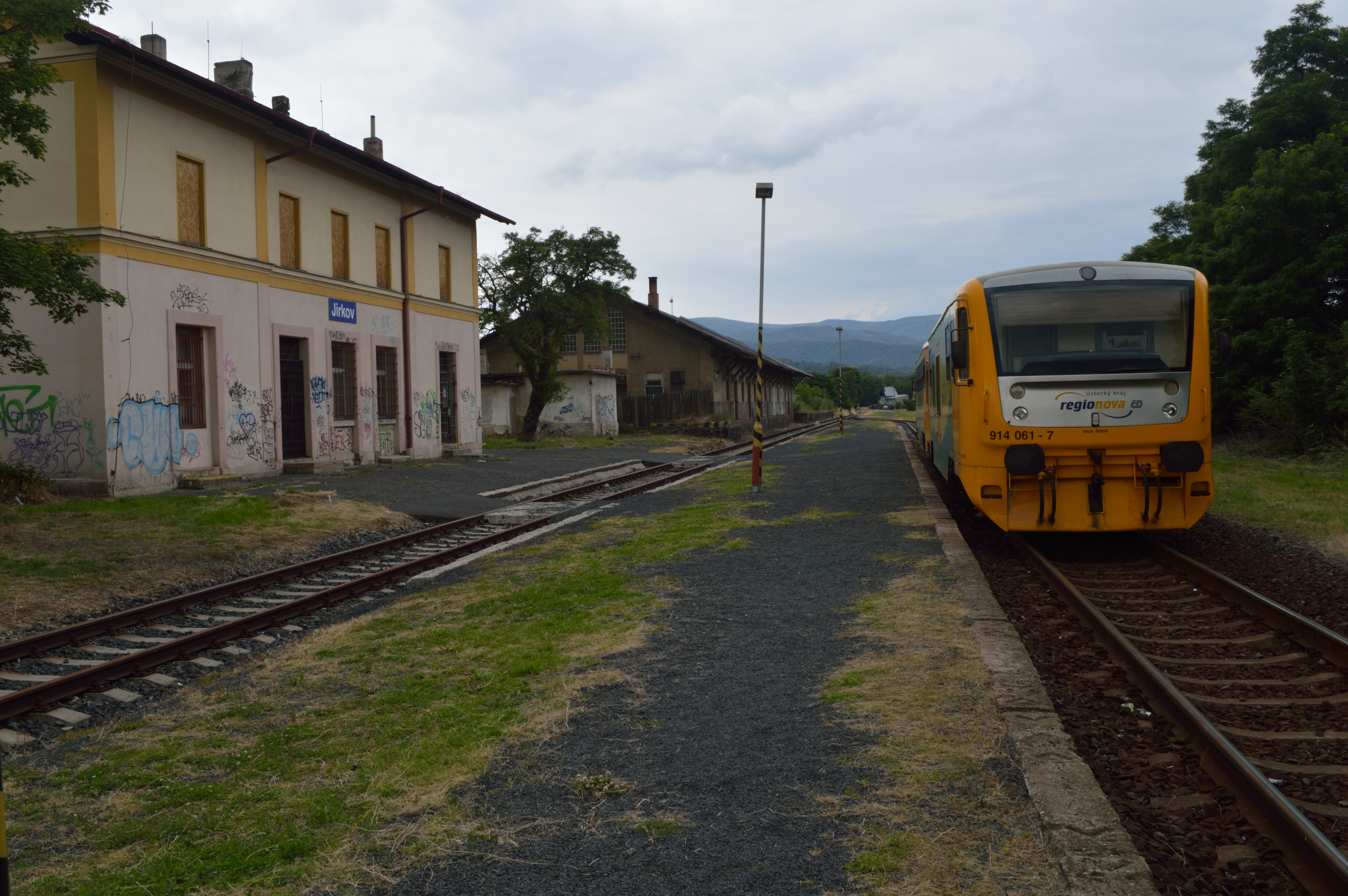
Jirkov
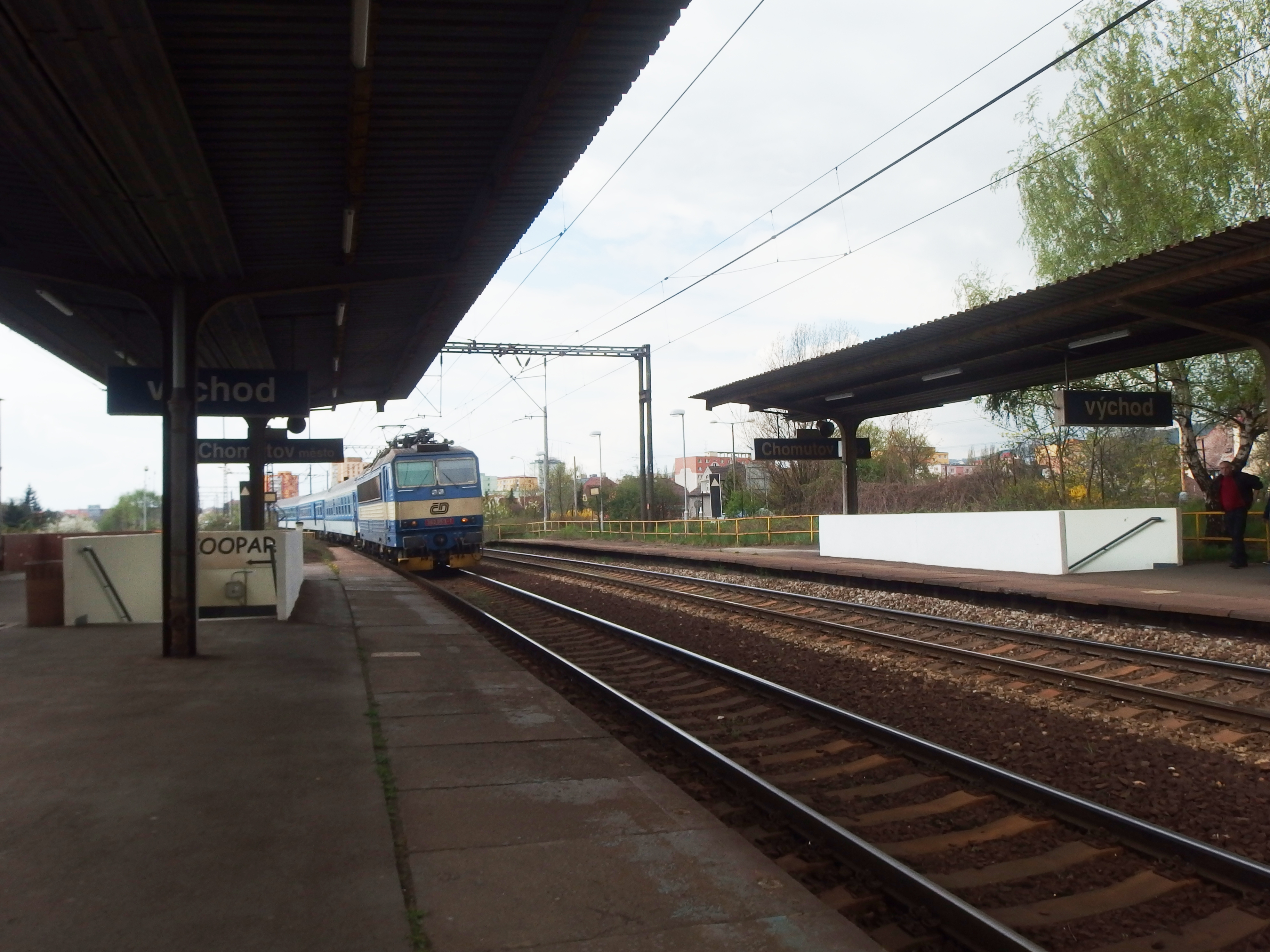
Chomutov město
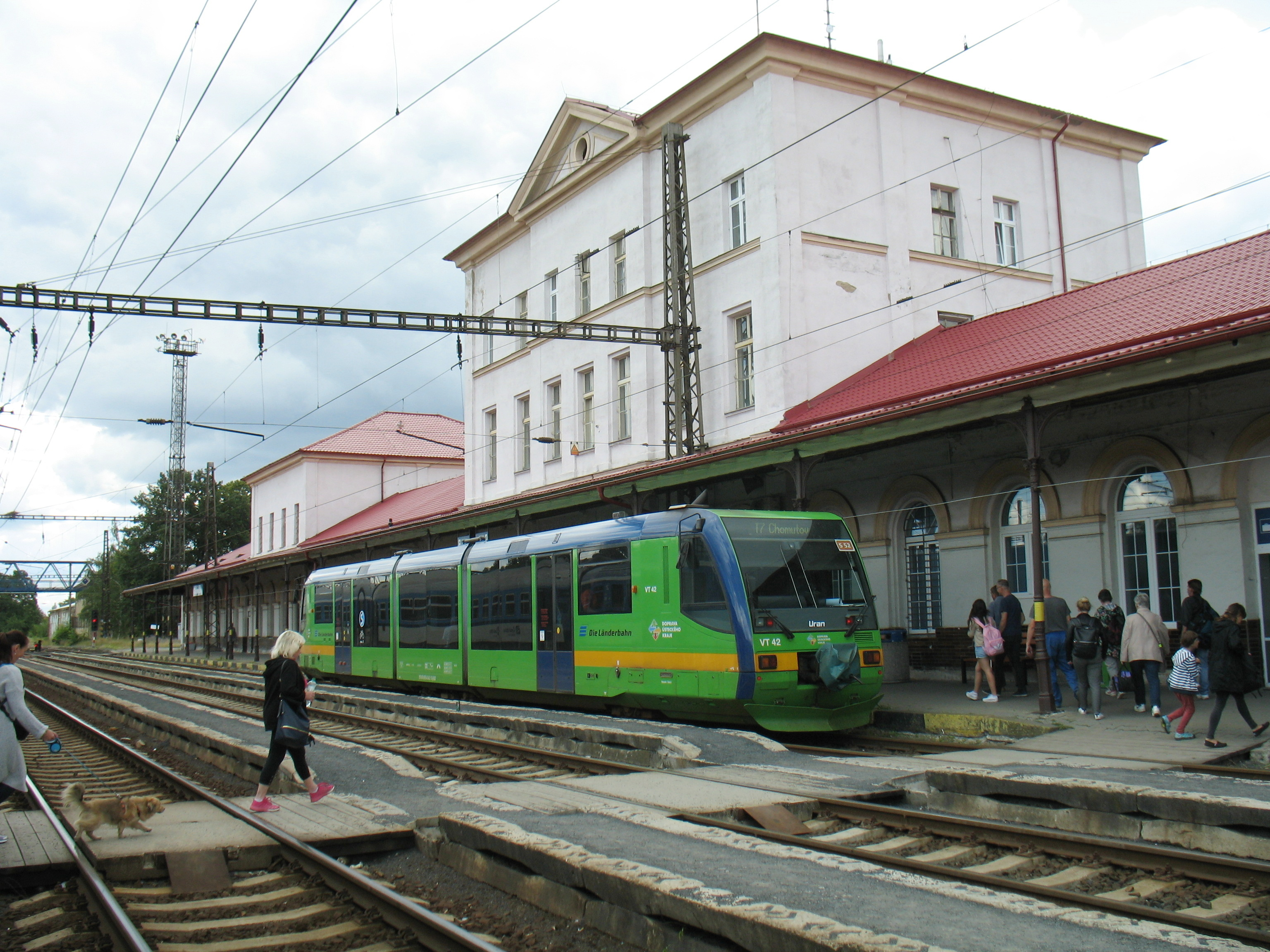
Chomutov